# Villiers-le-Sec (Calvados)
Villiers-le-Sec is een plaats en voormalige gemeente in het Franse departement Calvados in de regio Normandië en telt 300 inwoners (1999).

## Geschiedenis
Saint-Gabriel-Brécy was onderdeel van het kanton Ryes tot dit op 22 maart 2015 werd opgeheven en de gemeente werd opgenomen in het op die dag gevormde kanton Bretteville-l'Orgueilleuse. Op 1 januari 2017 fuseerde de gemeente met Creully en Saint-Gabriel-Brécy tot de commune nouvelle Creully sur Seulles. De drie fusiegemeenten kregen aanvankelijk de status van commune déléguée maar die status werd op 1 juni 2020 opgeheven.

## Geografie
De oppervlakte van Villiers-le-Sec bedraagt 2,7 km², de bevolkingsdichtheid is 111,1 inwoners per km².
De onderstaande kaart toont de ligging van Villiers-le-Sec (Calvados) met de belangrijkste infrastructuur en aangrenzende gemeenten.

## Demografie
Onderstaande figuur toont het verloop van het inwonertal (bron: INSEE-tellingen).
Vanwege een beveiligingsprobleem met de MediaWiki Graph-software is het momenteel niet mogelijk deze grafiek weer te geven. Zodra de software is bijgewerkt zal de grafiek vanzelf weer zichtbaar worden.